# José Francisco de Morais
José Francisco de Morais, detto Morais (Belo Horizonte, 26 luglio 1948 – Botucatu, 12 aprile 1999), è stato un calciatore brasiliano, di ruolo difensore.

## Biografia
In seguito al ritiro dal mondo del calcio era diventato dirigente del Clube Atlético Paranaense; morì in un incidente d'auto vicino a Botucatu, nello stato di San Paolo.

## Caratteristiche tecniche
Giocava come difensore, ricoprendo il ruolo di centrale.

## Carriera

### Club
Debuttò nel Democrata di Sete Lagoas, società dalla quale fu prelevato dal Cruzeiro, squadra che aveva vinto svariati titoli statali. Nel 1975 fece il suo esordio nel campionato nazionale brasiliano, giocando la prima partita il 24 agosto contro il Comercial-MS. Continuò poi a militare nel club di Belo Horizonte per altri tre campionati, 1976, 1977 e 1978. Dopo cinquanta presenze in massima serie, si trasferì all'Uberlândia, dove disputò l'ultima stagione, la 1979, presenziando per l'ultima volta il 4 dicembre 1979 contro l'Operário-MS.

### Nazionale
Nel 1975 ottenne la convocazione per la Copa América. Tuttavia, non mai impiegato dal CT Brandão.

## Palmarès

### Club

#### Competizioni nazionali
- Campionato Mineiro: 5

Cruzeiro: 1972, 1973, 1974, 1975, 1977

#### Competizioni internazionali
- Coppa Libertadores: 1

Cruzeiro: 1976